# Bart Gets Hit by a Car
«Bart Gets Hit by a Car» (с англ. — «Барт попадает под машину») — десятый эпизод второго сезона мультсериала «Симпсоны», премьера которого состоялась 10 января 1991 года.

## Сюжет
Барт едет на скейтборде и вдруг его сбивает машина мистера Бёрнса. Тот вместе с Вейлоном Смитерсом сбегает с места происшествия. Приходит в себя Барт уже в окружении Гомера, Мардж, Лизы и… Лайнела Хатца. Доктор Хибберт говорит, что травма несерьёзная и что можно не беспокоиться. Однако Лайнел Хатц предлагает судиться с мистером Бёрнсом и требовать у него 1 миллион долларов. Но тогда его предложением никто не заинтересовался.
На следующий день, когда Гомер работал на АЭС, мистер Бёрнс вызывает его к себе и предлагает ему $100, чтобы замять дело. Однако Гомер не соглашается, объяснив это тем, что даже медицинские счета требуют больше денег, чем предлагает мистер Бёрнс. В результате Гомер вообще ничего не получает. И тогда-то он и решает обратиться к мистеру Хатцу. Прежде всего Хатц решает нанять доктора Ника Ривьеру, который мог бы подтвердить, что Барт в тяжёлом состоянии, хотя это не так. После этого Хатц выступает против мистера Бёрнса во всеоружии и поначалу выигрывает. Бёрнс приглашает Мардж и Гомера в свой дом, где предлагает им в качестве компенсации 500 тысяч долларов и дает им немного времени на раздумье. Сам он подслушивает, как они совещаются и улавливает слова Мардж о лживых адвокатах. Он выгоняет их из своего дома, не даёт им ничего и сообщает обо всём адвокатам.
На следующем заседании Синеволосый Адвокат желает выслушать Мардж Симпсон и с помощью наводящих вопросов доказывает присяжным, что повреждения Барта несерьёзны, и что мистер Хатц — шарлатан, также как и Ник Ривьера.
Гомер очень сильно обиделся на Мардж и даже сомневался в своей любви к ней, но в конце концов прощает её.